# 21477 Терикдейлі
21477 Терикдейлі (21477 Terikdaly) — астероїд головного поясу, відкритий 23 квітня 1998 року.
Тіссеранів параметр щодо Юпітера — 3,398.